# Andrea Mazzacavallo
Andrea Pozzan, noto con lo pseudonimo Andrea Mazzacavallo (Thiene, 2 febbraio 1971), è un cantautore italiano.

## Biografia
Andrea Mazzacavallo, (il cognome era della madre), comincia all'età di 9 anni i suoi studi musicali, orientati sul pianoforte classico e successivamente sul jazz e la sperimentazione vocale. Nel 1995 vince il premio dedicato a Demetrio Stratos "Cantare la voce". 
Nel 2000 pubblica il suo primo album prodotto dal musicista napoletano Gigi De Rienzo. Con la canzone Nord-est partecipa a Sanremo 2000 classificandosi ultimo. Due mesi dopo si laurea in Storia e Filosofia con una tesi dal titolo "Gioco di simulazione e conoscenza umana" presso l'Università di Bologna. Nel 2002 pubblica un secondo album intitolato Low-fi relativo ad una produzione di teatro comico. Prosegue la sua attività di musicista e autore e realizza numerosi spettacoli sia di cabaret che di teatro-canzone. 
Nel 2003 partecipa al festival della musica uzbeka a Taskent. Dal 2000 svolge l'attività di insegnante di sperimentazione vocale e pianoforte, alternandosi come autore di colonne sonore per teatro, televisione e cinema. Nel 2006 vince il Leoncino d'oro alla Biennale teatro di Venezia con la colonna sonora dello spettacolo di Carlo Gozzi "Il Corvo". Nel 2007 tiene un seminario sulla "Musica e vocalità nella commedia dell'arte" presso L'Università coreana di Seoul. Lo stesso anno firma la colonna sonora dello spettacolo scritto da Tiziano Scarpa L'ultima casa che vince il premio "Chi è di scena" alla Biennale di Venezia. Nel 2008 realizza la musica dello spettacolo di circo-teatro Cirk per la regia dell'olandese Ted Keijser. 
Nel 2009 collabora con la regista finlandese Stella Parland come attore e musicista per spettacolo sul dadaismo “Kallakalkon”(tacchino freddo) per il Klockrike Teatern di Helsinki. Successivamente realizza otto cortometraggi sul tema del lavoro per Rai Uno. Nel 2011 pubblica la sua raccolta di racconti con colonna sonora “Ticket”. Nel 2013 realizza il progetto "Pitagora-box. Il lato comico di una tragedia matematica" in collaborazione con il Museo Nazionale della Scienza e della Tecnologia Leonardo da Vinci.
Nel 2022 pubblica il nuovo brano "Amore Odio". Nel 2023 comincia la sua collaborazione con il Gigi Funcis, tastierista e produttore elettronico dei conterranei Eterea Post Bong Band.

## Discografia

### Album
- 2000: Andrea Mazzacavallo (Aspirine), Ian Steven Circus
- 2002: Low-fi (Edel)
- 2008: Cabarock (Edel)
- 2011: Ticket  (Zona editore)
- 2024: Capricci (Tilt Corporate/Tilt Music Production)

### Singoli
- 1999: Test (Aspirine)
- 2000: Nord-est (Aspirine)
- 2003: Telegenerali (Edel)
- 2022: Amore Odio (Tilt Music Production)